# Дивізія «Руссланд»
Диві́зія «Ру́ссланд» (з 12 лютого по 4 квітня 1945 року — «Зелена армія особливого призначення» — після 1-а Російська Національна Армія (нім. 1. Russische Nationalarmee der Deutschen Wehrmacht)) — військове формування спеціального призначення, що діяло у складі Вермахту в роки Другої світової війни під керівництвом Смисловського (зондефюрер абверу, Артур Хольмстон, що діяв під псевдонімом). Призначення: розвідувально-диверсійна діяльність за лінією фронту, боротьба з партизанами.

## Історія
Була сформована в липні 1941 року (10 тис. чол.). В результаті розбіжностей Хольмстон-Смисловского з керівником створеної пізніше генералом Власовим РОА (Російська визвольна армія), не увійшла до складу РОА, як решта всіх російських формувань вермахту. 1-а РНА була укомплектована колишніми білогвардійцями, ходила в бій під старим російським прапором (біло-синьо-червоний) і везла з собою спадкоємця російського престолу великого князя Володимира Кириловича, що суперечило Власову, що будував свою ідеологію і кадрову політику на принципі «радянських громадян, обдурених більшовиками». Вже після надання РОА союзного статусу 4 квітня 1945 року отримала статус союзної вермахту армії і назву Перша Російська Національна Армія, а не підрозділу у складі вермахту.
Наказом Головного командування Вермахту від 4 квітня 1945 р., у зв'язку з загальною тенденцією виділення російських частин у «національну армію», дивізія була перейменована в 1-у Російську національну армію зі статусом союзної армії.
В останні дні війни 1-ша Російська національна армія відступила на захід, перейшла кордон князівства Ліхтенштейн, де була інтернована. Незважаючи на вимоги радянської сторони про видачу інтернованих, уряд Ліхтенштейну відмовився це зробити й у 1948 р. дозволив усім, хто не бажав повертатися до СРСР, емігрувати в Аргентину. Переїзд російських військових до Аргентини уряд Ліхтенштейну оплатив з державної казни, витративши на це 500 000 швейцарських франків.
16 серпня 1945 року 200 інтернованих російських вояків погодились добровільно повернутися до СРСР. Добровольців перевезли до зони радянської окупації Австрії. Вони були розстріляні за наказом радянського командування по дорозі в Радянський Союз, на території Угорщини.

## Командири
- Генерал-майор граф Борис Олексійович Смисловський (12 лютого — 8 травня 1945).

## Зноски
1. ↑  Ігор Лосєв. На периферії російської історії.
2. ↑  Микола Прохоренко. Російський колабораціонізм. Архів оригіналу за 22 лютого 2014. Процитовано 21 квітня 2010.
3. 1 2  Микола Толстой. Перша Російська Національна Армія Хольмстон-Смисловського в князівстві Ліхтенштейн. [Архівовано 11 червня 2010 у Wayback Machine.](рос.)